# Grande rombidodecaedro
In geometria, il grande rombidodecaedro è un poliedro stellato uniforme avente 42 facce - 30 quadrate e 12 forma di decagramma - 120 spigoli e 60 vertici.

## Costruzioni di Wythoff
Utilizzando la costruzione di Wythoff, il grande rombidodecaedro si può ottenere utilizzando tre famiglie di triangoli di Schwarz: 2 5/3 3/2 | e 2 5/3 5/4 |, ottenendo sempre lo stesso risultato.

## Coordinate cartesiane
Le coordinate cartesiane per i vertici del grande rombidodecaedro sono date da tutte le permutazioni di:
{\displaystyle \left(\,\pm (2\varphi -3),\,\pm 1,\,\pm 1\,\right).}
così come tutte le permutazioni pari di:
{\displaystyle \left(\,0,\,\pm (2-\varphi ),\,\pm (3-\varphi )\,\right).}
{\displaystyle \left(\,\pm (\varphi -1),\,\pm 2(\varphi -1),\,\pm (2-\varphi )\,\right).}
dove {\displaystyle \varphi ={\tfrac {1+{\sqrt {5}}}{2}}} è la sezione aurea.

## Poliedri correlati
Il grande rombidodecaedro, spesso indicato con il simbolo U73, ha la stessa disposizione di vertici di altri tre poliedri uniformi, ossia il grande dodecicosidodecaedro, il grande dodecaedro troncato e il grande rombicosidodecaedro stellato, nonché di altri due composti uniformi, ossia il composto di sei prismi pentagonali e il composto di dodici prismi pentagonali. Con il grande dodecicosidodecaedro e con il grande rombicosidodecaedro stellato, esso condivide anche la posizione degli spigoli, avendo in comune con il primo anche la disposizione delle sue facce decagrammiche, e con il secondo quella delle sue facce quadrate.
| Grande rombicosidodecaedro stellato | Grande dodecicosidodecaedro        | Grande rombidodecaedro                |
| Grande dodecaedro troncato          | Composto di sei prismi pentagonali | Composto di dodici prismi pentagonali |

### Grande rombidodecacrono
Il grande rombidodecacrono è un poliedro stellato isoedro, nonché il duale del grande rombidodecaedro, avente per facce 60 antiparallelogrammi.
Dato un grande rombidodecaedro di spigolo pari a 1, immaginando il grande rombidodecacrono come composto da 60 facce intersecanti a forma di antiparallelogramma, come riportato nella figura sottostante, di cui solo una parte visibile all'esterno del solido, le facce risultanti hanno due coppie di angoli uguali di ampiezza pari a {\displaystyle \arccos({\frac {1}{2}}+{\frac {1}{5}}{\sqrt {5}})\approx 18,699\,407\,085\,15^{\circ }} e {\displaystyle \arccos(-{\frac {5}{8}}+{\frac {1}{8}}{\sqrt {5}})\approx 110,211\,801\,805\,89^{\circ }}, con il rapporto tra lati lunghi e lati corti pari a {\displaystyle {\frac {1}{2}}+{\frac {1}{2}}{\sqrt {5}}} e le due diagonali che si incontrano con un angolo di ampiezza pari a {\displaystyle \arccos({\frac {1}{8}}+{\frac {9{\sqrt {5}}}{40}})\approx 51,088\,791\,108\,96^{\circ }}.